# Suffosion

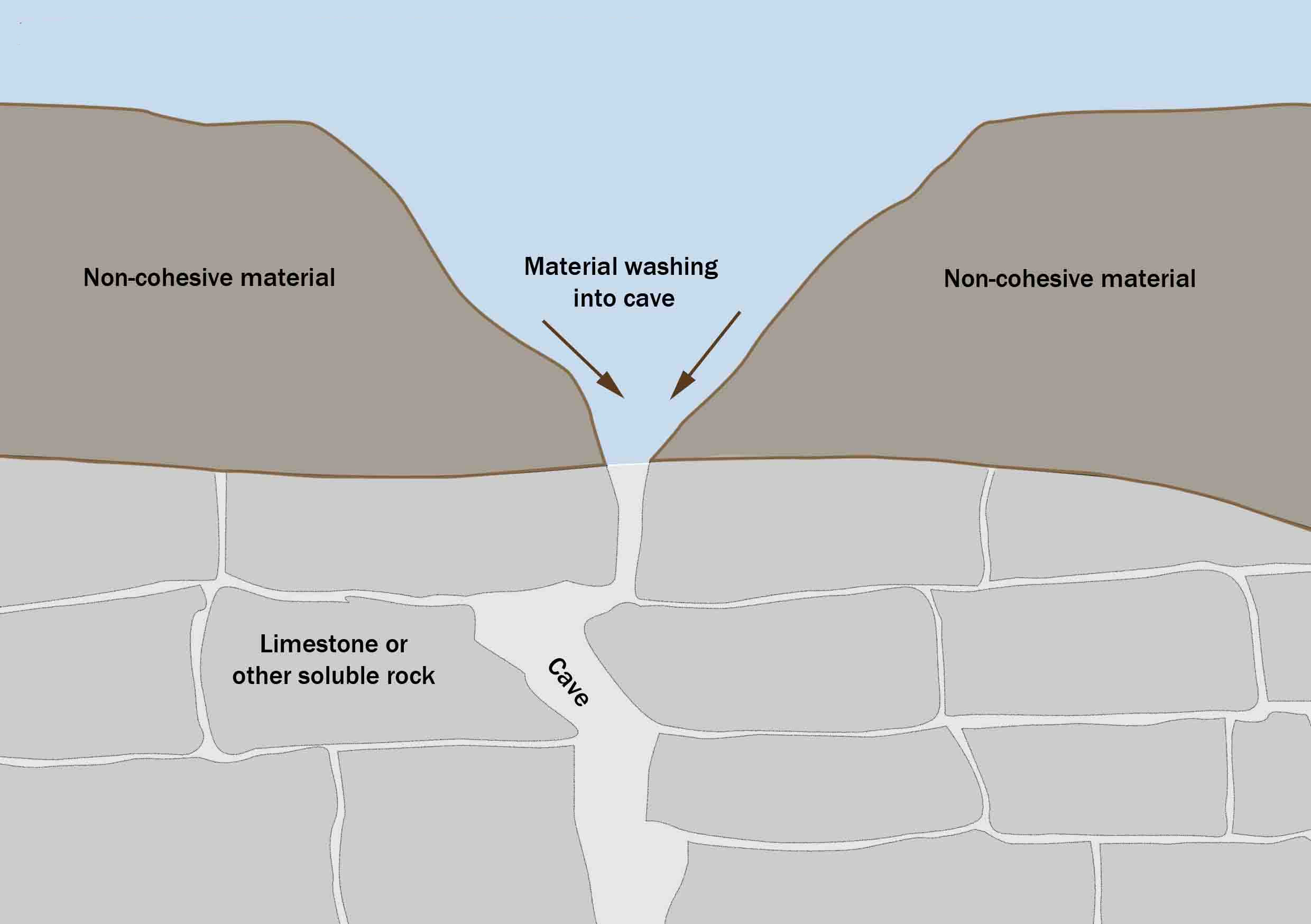
Formation d'un gouffre de suffosion

La suffosion se produit lorsque le sol meuble non cohésif (un sable ou un loess par exemple) se trouve au sommet d'un substrat contenant des fissures et des joints. La pluie et l'eau de surface emportent progressivement ce matériau à travers ces fissures et dans les grottes en dessous. Au fil du temps, cela crée une dépression ou une cavité dans le paysage ou une cavité masqué souterraine.     

## Processus de formation de gouffre
La suffosion est l'un des deux processus géologiques par lesquels se forment des gouffres ou des dolines de subsidence, l'autre étant dû à l'effondrement d'une grotte ou d'un vide sous-jacent. La plupart des gouffres sont formés par le processus de suffosion. Les gouffres de suffosion sont normalement associés à la topographie karstique, bien qu'ils puissent se former dans d'autres types de roches, notamment la craie, le gypse et le basalte. Dans le karst des Yorkshire Dales au Royaume-Uni, de nombreuses dépressions de surface connues localement sous le nom de «trous de boue» sont le résultat du tillite glaciaire entrainé dans les fissures du calcaire sous-jacent.